# أحمد زنكي
أحمد جابر علي ح. زنكَي (مواليد 17 ديسمبر 1995) هو لاعب كرة قدم كويتي محترف يلعب في مركز الجناح لصالح نادي الكويت والمنتخب الكويتي.

## مسيرته

### مشاركاته القارية
شارك أحمد زنكي مع نادي الكويت في عدة بطولات قارية، أبرزها كأس الاتحاد الآسيوي ودوري أبطال آسيا. في موسم 2021–22، شارك في مباراة ضد نادي السيب العماني ضمن دور المجموعات من كأس الاتحاد الآسيوي، حيث بدأ المباراة كأساسي ولعب 13 دقيقة، وساهم في فوز فريقه بنتيجة 2–1. وفي موسم 2024–25، شارك كبديل في مباراة التأهل لدوري أبطال آسيا 2 أمام نادي الأهلي البحريني، حيث لعب 45 دقيقة، رغم خسارة فريقه بنتيجة 0–1. كما سجل هدفًا في مباراة ضمن دوري أبطال آسيا 2 ضد نادي الحسين إربد الأردني، والتي انتهت بفوز الكويت 2–1.

### دوليًا
شارك زنكَي لأول مرة مع المنتخب الأول للكويت في 19 نوفمبر 2019، حيث دخل كبديل في الدقيقة 66 بدلًا من فيصل زايد خلال الفوز خارج الأرض على نيبال بنتيجة 1-0 ضمن تصفيات كأس العالم. وسجل هدفه الدولي الأول في مشاركته الدولية التالية، في الدقيقة 85 من خسارة الكويت 4-2 أمام البحرين في كأس الخليج العربي الرابعة والعشرون.

### الأهداف الدولية
قائمة أهداف الكويت أولًا.
| الهدف | التاريخ       | الملعب                          | المنافس | النتيجة | النتيجة النهائية | البطولة                            |
| ----- | ------------- | ------------------------------- | ------- | ------- | ---------------- | ---------------------------------- |
| 1.    | 2 ديسمبر 2019 | استاد خليفة الدولي، الدوحة، قطر | البحرين | 2–3     | 2–4              | كأس الخليج العربي الرابعة والعشرون |

## إحصاءات مسيرته

### دوليًا
| المنتخب | السنة | مباريات | أهداف |
| ------- | ----- | ------- | ----- |
| الكويت  | 2019  | 2       | 1     |
| الكويت  | 2021  | 6       | 0     |
| الكويت  | 2023  | 1       | 0     |
| المجموع |       | 9       | 1     |

## وصلات خارجية
- صفحة اللاعب في موقع FilGoal.com
- خبر عن استدعاء زنكي لصفوف الأزرق – الرأي
- صفحة اللاعب على موقع Transfermarkt
- صفحة اللاعب على موقع Kooora.com
- صفحة اللاعب على موقع AiScore